# Extraordinarius alicecooperi
Extraordinarius alicecooperi – gatunek pająka z rodziny spachaczowatych i podrodziny Sparianthinae.

## Taksonomia
Gatunek ten opisany został po raz pierwszy w 2022 roku przez Cristinę A. Rheims na łamach „Zootaxa”. Jako lokalizację typową wskazano Domingos Martins na wschód od Vitórii w brazylijskim stanie Espírito Santo. Epitet gatunkowy nadano na cześć piosenkarza Alice’a Coopera.

## Morfologia
Holotypowy samiec ma ciało długości 8,9 mm przy karapaksie długości 4,1 mm i szerokości 3,5 mm oraz opistosomie (odwłoku) długości 4,5 mm i szerokości 3 mm, paratypowa samica zaś ma ciało długości 13,4 mm przy karapaksie długości 5,8 mm i szerokości 4,8 mm oraz opistosomie długości 7,6 mm i szerokości 4,6 mm.
Karapaks jest brązowy z lekko przyciemnionymi jamką i okolicą oczu, czarnymi obwódkami oczu oraz słabo zaznaczonymi liniami wzdłuż rowków tułowiowych. Ośmioro oczu rozmieszczonych jest w dwóch rzędach. Wysokość nadustka jest mniejsza niż średnica oczu przednio-środkowej pary. Ciemniej od karapaksu brązowe szczękoczułki mają na przedniej krawędzi bruzdy trzy ząbki, a na tylnej jej krawędzi dwa małe ząbki. Warga dolna u samca jest brązowa z bledszą częścią odsiebną, u samicy zaś ciemnobrązowa z bladobrązowopomarańczową częścią odsiebną. Szczęki samca są bladobrązowe z kremowo rozjaśnionymi częściami odsiebnymi, zaś u samicy ciemnobrązowe z bladobrązowopomarańczowymi częściami odsiebnymi. Dłuższe niż szersze sternum jest u samca jasnożółte z bladobrązowymi brzegami, a u samicy brązowe z ciemniejszymi brzegami. Kolejność par odnóży od najdłuższej do najkrótszej to IV, I, II, III u samicy oraz II, I, IV, III u samca. Barwa odnóży jest bladobrązowa u samicy, a jasnopomarańczowobrązowa u samca.
Kształt opistosomy jest owalny. U samicy jest ona brązowokremowa, z wierzchu z nieregularnymi brązowymi znaczeniami wokół znaku nadsercowego i po bokach oraz sześcioma szewronami w tyle, od spodu zaś z rozproszonym nakrapianiem brązowym i słabo widoczną V-kształtną linią. U samca jest kremowa z brązowawoszarymi paskami przy bocznych krawędziach znaku nadsercowego, rozchodzącymi się promieniście znakami brązowymi po bokach części przedniej oraz siedmioma lub ośmioma szewronami pośrodku części tylnej, od spodu zaś ze słabo widoczną V-kształtną linią. Kądziołki przędne są pomarańczowobrązowe u samicy, a brązowawokremowe u samca
Nogogłaszczki samca mają krótką goleń wyposażoną w trzy kolce prolateralne, pośrodkowo umieszczoną, trójkątną apofizę wentralną oraz apofizę retrolateralną rozwidloną w części odsiebnej na dwa wierzchołki, z których grzbietowy jest dłuższy i zakrzywiony, a brzuszny krótszy i trójkątny. Bulbus odznacza się łyżeczkowatą apofyzą medialną wyrastającą z tegulum na czwartej godzinie oraz bliższym embolusowi wyrostkiem tegulum całkowicie przezroczystym, spiczastym i przyrośniętym do konduktora.
Genitalia samicy mają nieco szersze niż dłuższe pole epigynalne z parą ukośnych rowków w częściach przednio-bocznych, odwrotnie T-kształtną niemal tak szeroką jak długą, pozbawioną przedniego trzonka i z tyłu pobrużdżoną przegrodą pośrodkową płytki płciowej, boczne płaty tejże płytki wystające dośrodkowo ponad przegrodę oraz wulwę z zbiegającymi się ku przodowi otoczkami układu kanalików wewnętrznych.

## Rozprzestrzenienie
Gatunek neotropikalny, południowoamerykański, endemiczny dla stanu Espírito Santo w Brazylii. Znany tylko z trzech stanowisk.